# سيد سليمان الندوي
سيد سليمان الندوي رئيس علماء الهند، ورئيس المجمع الإسلامي العريق (دار المصنفين) لكهنؤ، ومؤسس مجلة (معارف) العلمية الشهيرة، الإمام العلامة المؤرخ اللغوي الأديب المحقق الجليل السيد سليمان الندوي الحنفي النقشبندي المجددي (1302 - 1373هـ)، من أبرز تلامذة وخلفاء حكيم الأمة المحمدية مولانا أشرف على العمري التهانوي (1280 - 1362هـ) ومن كبار علماء الشريعة الإسلامية وعلومها ومعارفها وآدابها في شبه القارة الهندية. نشأ في أسرة عريقة من أسر السادات، فيتصل نسبه من جهة أبيه إلى الإمام موسى الرضا ومن جهة الأم إلى الإمام زيد. ذكر الأستاذ غلام محمد في كتابه ((تذكرة سليمان)) بلغة أردية أنه قد سمع من العلامة الندوي أن أجداده نزحوا من الجزيرة العربية قبل مائتي 200 عام حتى وصلوا إلى سواحل السند، ولكن السيد الأستاذ أبا عاصم زوج كريمة العلامة وابن أخيه يذكر أن هذه الرواية مجافية للصواب والحقيقة أنهم كانوا في واسط ثم انتقلوا إلى مشهد إيران ثم نزحوا إلى هراة وأخيرا استقر بهم المقام في الهند.
ولد في قرية دسنه من أعمال محافظة بتنه (بهار) في يوم الجمعة 23 صفر 1302هـ الموافق 22 نوفمبر 1884 فأسماه جده أنيس الحسن وكانت الكنية شائعة بين أفراد أسرته فأخوه أبوحبيب وأحد أعمامه أبو تراب وآخر أبوحبيب فكني هو بأبي نجيب.

## تعليمه
تلقى تعليمه الابتدائي في قريته فحفظ القرآن الكريم وقرأ الكتب الأردية والفارسية كعادة أهل بلاده ثم انضم إلى حلقة أخيه فتعلم على يديه اللغة العربية ثم التحق بمدرسة صغيرة في إسلام بور زاوية مجيبي. في عام 1901 التحق بدار العلوم ندوة العلماء وظل بها سبع سنوات حتى حصل على شهادة التخرج 1907 حين أراد والده أن يتوجه لدراسة الطب العربي القديم كي يزاول مهنة آباءه وأجداده ولكنه لم يكن راغبا في ذلك وكان أستاذه شبلي نعماني يلمس استعداداته ويرى أن يتفرغ للتحقيقات العلمية فكتب إلى والده في ذلك فاستجاب إلى رغبته وكان يتقن اللغة العربية والفارسية بالإضافة إلى الأردية كما تعلم العبرية على يد أستاذ يهودي إبان عمله في كلية بونا التابعي لجامعة تومباي.

## نشاطاته
في الفترة من 1907م إلى 1929م برز نشاط العلامة الندوي السياسي والعلمي والأدبي وكان أول عمل أسند إليه وظيفة أستاذ الأدب العربي بجامعة ((ندوة العلماء)) الإسلامية العالمية (تأسست 1310هــ)، مع احتفاظه بمنصب نائب مديرها، وإلى جانب ذلك كان مديرا لمجلة البيان الشهرية التي كانت تصدر باللغة العربية. في عام 1907م كتب سلسلة من المقالات حول شجاعة نساء الإسلام طبعت عدة مرات وترجمت إلى الإنكليزية.
في عام 1910م صنف قاموسا صغيرا للألفاظ الجديدة والاستعمالات العربية الحديثة وقدمه للعلامة المحقق الجليل السيد محمد رشيد رضا الحسيني (1283 - 1354هـ) تلميذ وخليفة مفتي الديار المصرية الأستاذ الإمام الشيخ محمد عبده الحنفي (1266 - 1323هـــ) ما، فحاز إعجابه واستحسانه، وهذا عمل تظهر قيمته بالنسبة للمهتمين بالدراسات العربية في شبه القارة الهندية وفي هذه الأثناء كان شبلي النعماني قد أنشأ شعبة خاصة لتدوين وترتيب سيرة النبي صلى الله عليه وسلم فانضم إليها. في عام 1913م اشترك في تحرير الهلال مع أبو الكلام آزاد وكتب عدة مقالات ألهبت شعور المسلمين ضد المستعمر الإنكليزي.
عند وفاة أستاذه شبلي النعماني كان يعمل بالكلية الحكومية في (بونا) فترك العمل فيها وانتهى من تأليف كتابه تاريخ ((أرض القرآن)) وتعاون مع مسعود الندوي في تأسيس المجمع العلمي الإسلامي: ((دار المصنفين)) وظل يعمل فيها لمدة إثنتين وعشرين 22 عاما حتى أصبحت محط أنظار العلماء والباحثين والمفكرين وكبار الزعماء السياسيين. في عام 1919م ساهم بدور كبير في حركة الخلافة وانتخب عضوا في الوفد الذي سافر إلى أوروبا تحت رئاسة الزعيم السياسي المجاهد الجليل مولانا محمد علي جوهر (1298 - 1351هـــ/ 1878 - 1931م) دفين بيت المقدس - فلسطين.
في آخر حياته مال إلى التصوف وفي يونيو 1950م بعد تقسيم الهند بثلاث سنوات نزح إلى باكستان وتوفي في كراتشي في غرة ربيع الآخر عام 1373هـ الموافق 2 نوفمبر 1953م ودفن بها.

## أهم مؤلفاته
- السيرة المحمدية، في سبعة (7) أجزا.
- تاريخ أرض القرآن.
- خطبات مدراس.
- سيرة أم المؤمنين عائشة ا.
- العلاقة العربية الهندية.
- الإمام عمر الخيام. الحكيم الفيلسوف الرياضي الفلكي الأديب (430 - 517هـــ).
- حياة شبلي.
- خطبات أحمدية.
- الملاحة العربية والاكتشافات البحرية.
- قاموس في ألفاظ اللغة العربية.
- نساء الإسلام.
- تحقيق معنى السنة وبيان الحاجة إليها.

## قالوا عنه
قال عنه الباحث الباكستاني مسعود الندوي:
```
((الفضل في نشر معارف السنة النبوية والدفاع عن حظيرة الدين الحق يرجع إلى العالم الأكبر الأستاذ المحقق السيد سليمان الندوي صاحب مجلة (معارف) الشهيرة ورئيس جمعية (دار المصنفين) والمشرف على (دار العلوم) التابعة لندوة العلماء، وفي 
لكهنؤ
 لا يختلف اثنان أن السيد سليمان الندوي إمام الدفاع الإسلامي وبطله المغوار فإن مؤلفاته العلمية المستفيضة من عيون الكتاب والسنة تأثيرا بالغا في تكوين عقائد المسلمين وتقويم أفكارهم)).
```

كما قال عنه أيضا العالم الهندي حكيم الأمة المحمدية مولانا أشرف علي التهانوي:
```
((يتشابه 
شبلي النعماني
 وسليمان الندوي تشابه ابن تيمية وصاحبه ابن القيّم)).
```

و قال سماحة المفكر شيخ الإسلام أبي الحسن الندوي:
```
((كان السيد سليمان الندوي راسخاً في العلوم العربية وآدابها، عالي الكعب، دقيق النظر في علوم القرآن وعلم التوحيد والكلام، واسع الاطلاع، غزير المادة في التاريخ، وعلم الاجتماع والمدنية، منشئاً، صاحب أسلوب أدبي في اللغة الأردية، كاتباً مترسلاً في اللغة العربية، شاعراً مقلاً في اللغتين، مع إحسان وإجادة)).
```